# Benedek József (színművész)
Benedek József (Csömény, 1827. február 18. – Sárbogárd, 1892. február 24.) magyar színész, rendező.

## Családja
Felesége Csercser Natália énekes-színésznő. Két fia született, Gyula (1856–1906) és Lajos (1858–1890), akik szintén színészek lettek.

## Élete
1827. február 18-án született Csöményen, a Habsburg Birodalomban.
1844-ben kezdte el pályafutását Déryné Széppataki Róza pártfogásával Feleky Miklósnál. Az 1848–49-es forradalom és szabadságharcban honvéd főhadnagy volt. A szabadságharc után Latabár Endre társulatában játszott 1850 és 1862 között. A Nemzeti Színház tagja volt 1863 és 1880 között. Be lett választva a drámaíró bizottságba, ezután a Radnótfáy-alapítvány elnöke. Miklósy Gyulánál lépett fel 1881 és 1883 között. 1883-ban az Országos Színészegylet pénztárosa lett.

## Fontosabb szerepei
- Harpagon (Molière: A fösvény)
- II. Rákóczi Ferenc (Szigligeti Ede: II. Rákóczi Ferenc fogsága)

## Fontosabb művei
- Dárius kincse
- A szegedi kupec
- A szegedi boszorkányok